# Food Records
Food Records fue una discográfica británica de música rock, fundada en 1984 por el ex tecladista de The Teardrop Explodes David Balfe, quien en 1985 se asoció con el periodista Andy Ross.

## Historia
Fue originalmente una discográfica independiente distribuida por Rough Trade, hasta que en 1988 se asocia a Parlophone, sello perteneciente al grupo EMI. Esta sociedad le permitió a Food mantener un control sobre aquellas bandas que se estaban volviendo exitosas, utilizando las ganancias de estos éxitos para financiar artistas emergentes. En 1994, EMI le compra la empresa a David Balfe, y en 2000, Food es absorbida por Parlophone.

## Artistas
Food fue vendida a EMI por David Balfe en 1994. pero Andy Ross continuo administrando Food como un subsello de EMI, donde fue el sello discográfico de artistas como Blur, Idlewild, Jesus Jones, Dubstar, The Supernaturals, Octopus and Grass Show.